# Коробчине (станція)
Коро́бчине — вузлова проміжна залізнична станція 5-го класу Куп'янської дирекції Південної залізниці на перетині трьох електрифікованих постійним струмом (=3 кВ) лініях Коробчине — Куп'янськ-Вузловий, Зелений Колодязь — Коробчине та Занки — Коробчине між станцією Гракове та колійним постом 57 км. Розташована в однойменному селі Чугуївського району Харківської області.

## Історія
Станція відкрита 1895 року в складі лінії Основа — Куп'янськ.
20 грудня 1971 року здійснив перший рейс тестовий приміський електропоїзд електрифікованою дільницею Харків — Лосєве — Гракове.
2 березня 2022 року, в ході  повномасштабного російського вторгнення в Україну, зруйновано залізничний міст через річку Сіверський Донець, внаслідок чого рух поїздів між станціями Чугуїв та  тимчасово припинено до відновлення мосту.

## Пасажирське сполучення
На станції Коробчине зупиняються приміські електропоїзди напрямку Харків — Гракове.